# Temür Khan
Temür Khan (Pechino, 15 ottobre 1265 – Khanbaliq, 2 febbraio 1307), conosciuto anche col nome mongolo di Temür e con quello cinese di Chengzong (in cinese: 元成宗), è stato imperatore della Cina dal 1294 al 1307, della dinastia mongola degli Yuan.

## Biografia

### I primi anni
Temür, nacque nel 1265, figlio terzogenito di Zhenjin dei Borjigin e di Kökejin (Bairam-Egechi) dei Khunggirad. Nel 1286
il primo figlio di Kublai Khan morì, per cui il titolo di principe ereditario passò al figlio secondogenito Zhenjin, padre di Temur di molto favorito da Kublai, il quale aveva in grande stima sua madre Kökejin.
Temur nel 1287 seguì il nonno Kublai nella soppressione della ribellione di Nayan e di altri parenti rivali. A questo punto Kublai lo nominò suo ufficiale e gli assegnò la guardia del fiume Liao e della città di Liaodong ove sconfisse il principale alleato di Nayan, Qadaan. Kublai dal 1293 lo nominò principe di Karakorum e delle aree circostanti dal luglio del 1293. Da quell'anno, tre principi Chagatai si sottomisero a lui.
Dopo la morte di Kublai Khan avvenuta nel 1294, i vecchi ufficiali fedeli all'Imperatore erano intenzionati ad organizzare un kuriltai a Shangdu. A causa della morte del secondogenito di Zhenjin, Darmabala avvenuta nel 1292, solo i suoi due figli, Gammala e Temur, erano gli unici candidati alla successione. Gammala non era certo noto per doti brillanti, dal momento che era, come molti discendenti del grande Gengis, affetto da alcolismo. Temur ottenne perciò legalmente il sigillo di principe ereditario dopo la rinuncia del fratello.

### Gli anni di regno

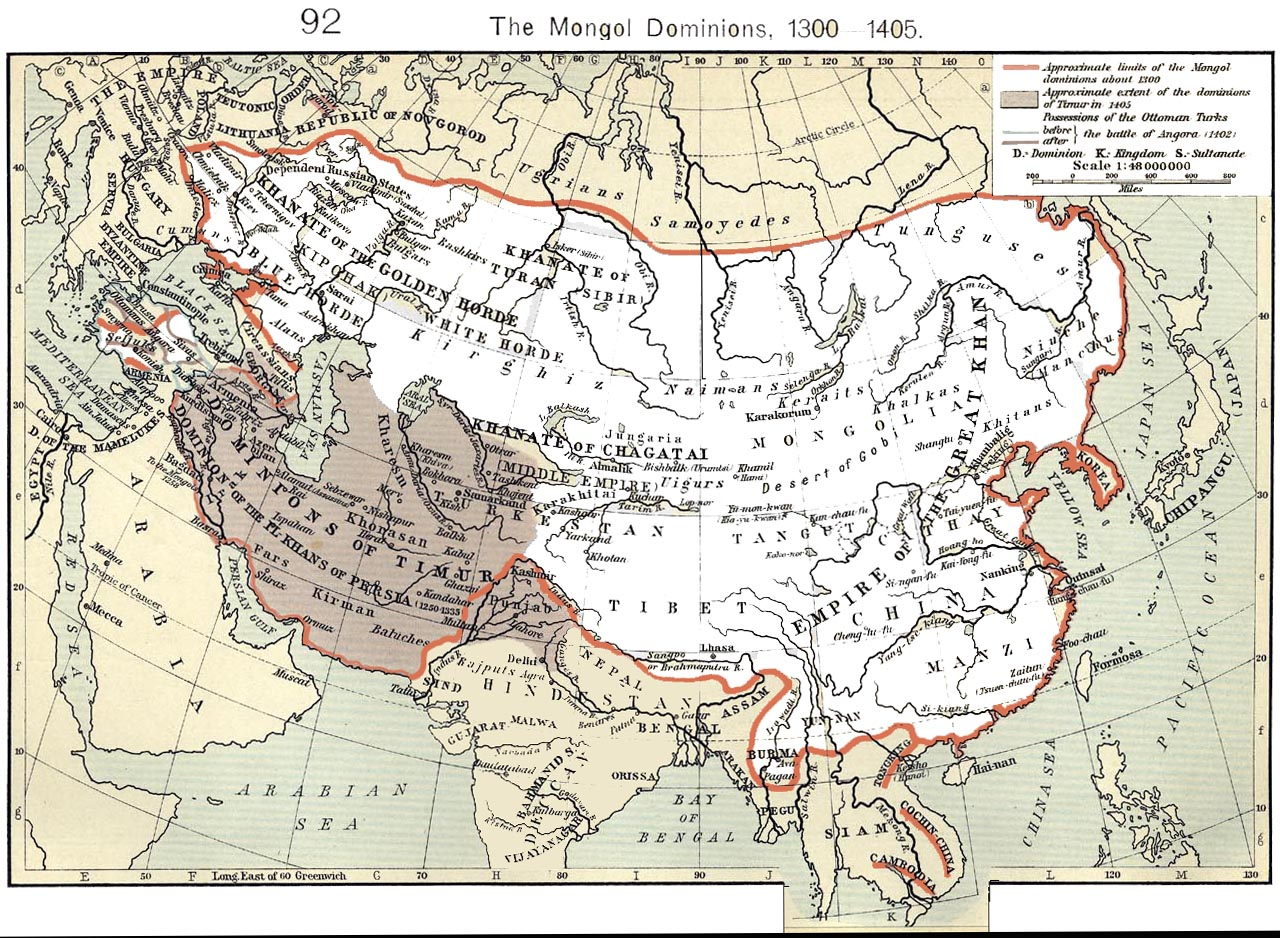
L'Impero Mongolo nel 1300 circa. L'area grigia corrisponde all'Impero di Temur.

Temür Khan fu uno dei più competenti imperatori della dinastia Yuan. Mantenne l'Impero in un'epoca di splendore inaugurata da Kublai Khan, pur non facendo grandi evoluzioni in merito. Continuò le riforme economiche volute da Kublai Khan, e tentò di riportare l'economia ad un livello stabile dopo le campagne militari condotte durante il regno di Kublai Khan, tra le quali la più importante e dispendiosa era indubbiamente stata quella che portò i Mongoli ad invadere il Vietnam. Le cariche chiave dell'Impero vennero ricoperte dalle persone delle più svariate estrazioni sociali, tra le quali si contavano mongoli, cinesi, musulmani ed anche alcuni cristiani. Ideologicamente, l'amministrazione di Temür mostrò rispetto per il confucianesimo. Temur nominò suo gran cancelliere e segretario Harghasun, particolarmente vicino ai maestri confuciani. Malgrado questo, la corte, composta prevalentemente da Mongoli, si rifiutò categoricamente di accettare uno qualsiasi dei principi del confucianesimo.
Nell'amministrazione, aumentò anche il numero dei tibetani tra i quali spiccava indubbiamente la famiglia Khon, di cui un membro divenne nel 1292 genero dell'Imperatore. Temur decise anche di riconciliarsi con il taoismo, preso di mira dal padre, nominando Zhang Liusun, quale capo dell'accademia, con l'obbiettivo di combattere, sia il frequente problema dell'alcolismo della sua famiglia, che tutto il popolo dell'Orda d'oro ; dal 1297 vietò inoltre la vendita e la distillazione di alcool in tutta la Mongolia. Dopo la sua ascesa al trono imperiale, per attirarsi l'approvazione, esentò, per un anno, le città di Dadu e Shangdu dal pagamento delle tasse, mentre favorì per due anni consecutivi tutti i Mongoli con una detassazione ad hoc, impedendo però ai signori locali di raccogliere le tasse locali da loro stessi stabilite.

### L'Asia sud-orientale
Nel 1294, poco dopo la sua salita al trono, Temür si preparò con il suo governo a nuove campagne espansionistiche. Temür inviò dei messaggeri in Giappone e nel regno di Champa (Annam), per chiedere la spontanea sottomissione di quegli stati all'Impero cinese. Le risposte dei diversi shogunati fu variegata: Il regno di Champa accettò i termini della sottomissione, Kamakura declinò l'offerta, mentre Wokou attaccò per tutta risposta la città di Ningbo, nella provincia dello Zhejiang. Nel 1297 e nel 1300 i regnanti di Burma e Sukhotai visitarono Khanbaliq per rendere omaggio al sovrano cinese, pacificando le loro regioni. Nel 1296 il governo di Temur dovette sedare anche delle ribellioni scoppiate nell'area montuosa a sud-ovest della Cina, guidate da Song Longji e dal leader femminile Shejie, soppresse grazie all'aiuto dei generali Liu Shen e Liu Guojie.
Nel 1297 su richiesta del principe Tribhuvanaditya, Temür dispose un distaccamento dell'esercito imperiale a Burma. Con questo atto riuscì ad ottenere la regione dello Shan dal Myanmar. Nel 1296, Temur ricevette anche inviati dal Siam e dalla Cambogia, inviando in quest'ultimo il fedele Zhou Daguan, il quale si premurò di scrivere un accurato resoconto del suo soggiorno che ci fornisce ancora oggi uno spaccato interessante per la storia della regione. Nel 1299 Tribhuvanaditya assassinò il fratello
Athinkaya. Come risposta all'assassinio, nel 1300 venne inviata una spedizione punitiva contro Burma con l'intento di detronizzare Tribhuvanaditya.
Il costo di questa spedizione, anche se risultata positiva, fece sorgere il malumore in molti ufficiali dell'esercito imperiale che si coalizzarono in una rivolta la quale venne soppressa, ma questo fece riflettere Temur Khan, spingendolo a ritirare le proprie truppe da Burma e limitandosi alla sottomissione di quel paese ed alla ricezione del tributo annuale.

### Gran Khan dell'Impero Mongolo

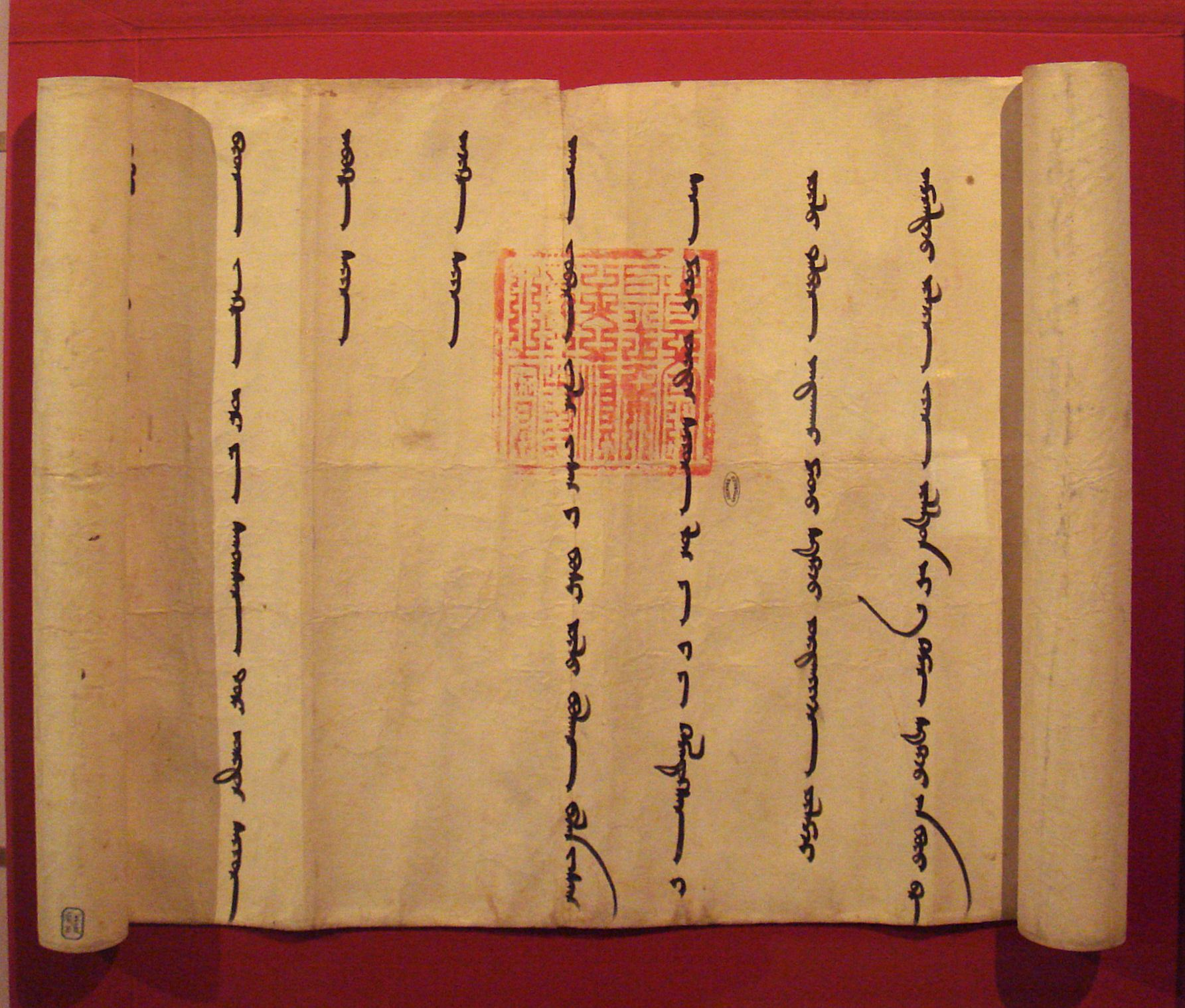
Lettera di Oljeitu a Filippo IV di Francia che annuncia la pace generale dell'Impero Mongolo nel 1305.

Nel 1295, Ghazan Khan principe dell'Ilkhanato si convertì all'islam dopo la sua ascesa e rinunciò ad ogni relazione a causa, a suo detto dire, con la tendenza al paganesimo della dinastia Yuan. Nel 1296 Temur inviò Baiju, noto comandante militare, nella Persia mongolica, la regione più occidentale del grande impero. Ghazan fu molto impressionato dalle abilità di Baiju, a tal punto che nel giro di soli tre anni, mandò alla corte cinese dei propri inviati con doni preziosi, come vestiti, gioielli e oro, riabbracciando appieno la politica di Temur e garantendogli assoluta fedeltà. Temür malgrado tutto, non si dimostrò ingrato e concesse ai discendenti di Ghazan il titolo di "amici perenni" oltre ad un sigillo imperiale appositamente creato per quella regione, pur pretendendo un tributo annuale..
Temur inviò a Karakorum Ochiner, un discendente di Borokhula, per assistere suo fratello Gammala nella pacificazione della Casa degli Ogadei e nel Khanato Chagatai.
Temür designò Oljeitu come nuovo Khan dell'Ilkhanato inviandogli il sigillo imperiale che egli utilizzò nel 1305 in una nota lettera al re Filippo IV di Francia.
Temur morì il 2 febbraio 1307 senza eredi maschi a Khanbaliq.